# Giuseppe Archinto
Giuseppe Archinto (Milão, 7 de maio de 1651 - Milão, 9 de abril de 1712) foi um cardeal italiano do século XVIII.

## Biografia
Nasceu em Milão em 7 de maio de 1651. De família patrícia. Quarto dos quatorze filhos do senador Carlo Archinto, conde de Tanata, e Caterina Arese. Os outros irmãos eram Anna, Margherita, Filippo, Lodovico, Lucrezia e oito crianças que morreram na infância ou muito jovens. Tio-avô do cardeal Alberico Archinto (1756) e do cardeal Giovanni Archinto (1776). Seu sobrenome também está listado como Archinti.
Estudou no colégio jesuíta de Brera, Milão, onde recebeu o hábito eclesiástico; no Seminário Romano, Roma desde 1665, onde estudou filosofia e teologia; continuou sua formação na Universidade Jesuíta de Ingolstadt por dois anos; depois, passou um ano em Viena com seu irmão Ludovico, que era militar do exército imperial sob o comando de Raimondo Montecuccoli; de Viena, durante três anos, visitou a Alemanha, a Hungria, a maioria dos países do Noroeste da Europa, terminando na Dinamarca; em seguida, estudou na Universidade de Pavia, onde obteve o doutorado in utroque iure, direito canônico e civil, em 1675. Publicou Oratio de Spiritus Sancti Adventu em Roma em 1674. Foi admitido no Collegio degli avvocati de Milão em 1676.
A pedido do príncipe Livio Odescalchi e do Papa Inocêncio XI, foi para Roma, onde iniciou sua carreira eclesiástica com o cargo de protonotário apostólico participationium em 22 de agosto de 1679. Vice-legado em Bolonha, de 22 de agosto de 1679 até 1685. Referendário dos Tribunais da Assinatura Apostólica da Justiça e da Graça, 1683. Abade commendatario de S. Giovanni Battista de Vertemate, diocese de Como; e de S. Giovanni delle Vigne, diocese de Lodi.
Eleito arcebispo titular de Tessalônica em 18 de março de 1686. Consagrado em 31 de março de 1686, na igreja de S. Giovanni dei Fiorentini, Roma, pelo cardeal Flavio Chigi, bispo de Albano. Núncio na Toscana, 22  de abril de 1686 até dezembro de 1689. Núncio em Veneza, 15 de dezembro de 1689. Núncio na Espanha, 13 de janeiro de 1696 até agosto de 1700. Durante a crise de sucessão ao trono espanhol, viu-se no meio das intrigas políticas entre os proponentes dos Habsburgos e dos Bourbons. Seguindo as diretrizes da política papal e manobrando habilmente entre as "panelinhas", conseguiu manter a confiança de D. Carlos II e ter assim um peso considerável na decisão do rei a favor de um príncipe da casa dos Bourbon. Transferido para a sé metropolitana de Milão em 18 de maio de 1699; ele recebeu o pálio em 14 de março de 1701.
Criado cardeal-presbítero no consistório de 14 de novembro de 1699. Participou do conclave de 1700, que elegeu o Papa Clemente XI; teve que se ausentar por motivo de doença em 22 de novembro de 1700, e não votou na eleição do dia seguinte. Recebeu o chapéu vermelho em 11 de janeiro de 1701; e o título de S. Prisca, em 14 de março de 1701. Entrou na arquidiocese de Milão em julho de 1701. Legado a latere para o casamento do rei Filipe V da Espanha e Maria Luisa Gabriella di Savoia em 8 de agosto de 1701; sobre sua legação, ele escreveu Relatio Legationis a Latere, qua Philippum V. Hispamarum & Indiarum Regem Niceeae in Provinciam, cum Sabaudiae Ducis filia matrimonio iunxit. Como arcebispo de Milão, deu particular atenção às condições pastorais e administrativas da arquidiocese, supervisionando especialmente as atividades do clero e regulando o uso das pensões eclesiásticas. Dedicou-se a obras de caridade e, além da fundação de um convento de trinitários ao lado da igreja de S. Maria di Monteforte, por sua devoção a S. Filipe Neri e S. Carlo Borromeu, deu considerável ajuda financeira a Congregação dos Oblatos de Milão. Preocupado em proteger a disciplina eclesiástica, ordenou à Confraternite laicall dei disciplini, em 1702, para seguir uma observância mais estrita das regras. O cardeal supervisionou a compilação e publicação de livros litúrgicos e supervisionou pessoalmente a impressão do Breviário do Cardeal Caccia e, em 1712, fez uma reimpressão em Milão do Missale Ambrosianum. Em 24 de setembro de 1706, as tropas austro-piemontesas fizeram sua entrada solene em Milão, sob o comando do príncipe Eugênio de Sabóia; o cardeal Archinto foi obrigado, na qualidade de arcebispo, a participar oficialmente das cerimônias solenes. Isso marcou o início de uma política de cooperação mútua entre o novo governo e as autoridades eclesiásticas.
Morreu em Caprarola em 9 de abril de 1712, à 1h, Milão. Exposto na catedral metropolitana de Milão; e enterrado junto ao túmulo do arcebispo Filippo Archinto, um dos seus predecessores, na capela de S. Caterina da Siena, naquela catedral